# Mirayda García Soto
Mirayda García Soto (La Habana, 9 de febrero de 1969) es una deportista cubana que compitió en esgrima, especialista en la modalidad de espada. Ganó tres medallas en el Campeonato Mundial de Esgrima entre los años 1997 y 1999.

## Palmarés internacional
| Campeonato Mundial | Campeonato Mundial          | Campeonato Mundial | Campeonato Mundial |
| Año                | Lugar                       | Medalla            | Prueba             |
| ------------------ | --------------------------- | ------------------ | ------------------ |
| 1997               | Ciudad del Cabo (Sudáfrica) | Medalla de oro     | Espada individual  |
| 1998               | La Chaux-de-Fonds (Suiza)   | Medalla de plata   | Espada por equipos |
| 1999               | Seúl (Corea del Sur)        | Medalla de bronce  | Espada individual  |